# Mike Carey (homme politique)
 (octobre 2024).
Michael Todd Whitaker Carey, né le 13 mars 1971 à Sabina, est un homme politique américain. Membre du Parti républicain, il représente le 15e district de l'Ohio à la Chambre des représentants des États-Unis depuis 2021.

## Biographie
Avant son élection au congrès en 2021 lors d'une élection spéciale, Carey est un lobbyiste de l'industrie du charbon.